# Vented Mølle
Vented Mølle er et møllested fra middelalderen ved Knabstrup. Møllen har ligget på Tuse/Kalve Å-systemet, der udmunder ved Tuse. Møllen er mod syd blevet forsynet fra Bregninge/Vedebjerg Skov på Torbenfeld og fra Knabstrupgård Halesø. Mølledam, en del af den gamle mølledæmning og møllegård er bevaret.

## Vented Møllegård
Møllen er første gang nævnt 1499 som Ventthe Mølle, der var én af dengang 3 fæstemøller under Knabstrupgård, som blev beskrevet i den skånske adelsmand Arvid Trolles' testamente fra s.å. Den anden mølle på godset var Knabstrup Godsmølle. Den har ifølge skriftlige kilder i over 400 år fungeret som fæstemølle under Knabstrup Gods. Den har fungeret som underfaldsmølle i lav terrænhældning.
Da Vented Mølle blev anlagt i middelalderen, har der været så rigelig vandgennemstrømning, at møllen ikke har lidt under den sydligt beliggende mølles vandskæring. Møllen har været drevet som en typisk græsmølle, og var det sløjt med formalingen i perioder af året, var der til gengæld en velbesøgt møllekro.

## Øvrige møller på Knabstrupgård
Til godset hørte endvidere Ubberup Mølle ved Ugerløse/Tølløse. Sidstnævnte mølle har været strøgodsbesiddelse, idet godset aldrig har haft et sammenhængende areal, der gik så langt som til Ugerløse. Fra godsregnskaberne kendes yderligere én vandmølle Kalvehave mølle ved Sønder Jernløse.

## Vented vindmølle (1840)
Møllen med vævningshus og gård nedbrændte i 1834, møllerfamilien måtte tage ophold på Dortheaslyst, hvorefter brandassurancen blev brugt til at opføre en ny vindmølle, deraf navnet Knabstrup Møllebakke. Møllen blev opført af Carl Wilhelm Bang fra Holbæk, der ordnede skiftet efter den forrige møllers enke, som han ægtede i 1835. Han søgte samme år om at blive fritaget for sin prokuratorbeskikkelse til fordel for møllererhvervet. 
Faderen købmand Joachim Æmilius Bang var medlem af Byrådet i Holbæk og drev Holbæk Slotsmølle.
Carl Vilhelm Bang drev vindmøllen indtil han døde i 1851.
Enken Sidse Cathrine Breum førte mølleforpagtningen videre, indtil møllen ca. 1860 overgik til Jens Bang-Jensen, der havde den indtil 1901, hvor hans søn Frits Ludvig Bang Jensen overtog. 
I 1928 solgte Viggo Lunn på Dortheaslyst møllen på Knabstrup Møllebakke 1 til Fritz Ludvig Bang Jensen med et jordtilliggende på ca. 3 td. land, som er uforandret i dag. Mølleren døde samme år og sønnen Jens Vilhelm Bang tog over. 
Den sidste møller i Bang Jensen-familien Jens Vilhelm Bang-Jensen blev i Knabstrup, hvor han døde i 1999, 93 år gammel.
Vented Mølle blev i 1934 overtaget af møller Viggo Petersen der havde drevet Store Merløse mølle. Viggo Petersen der blev født den 13. marts 1893 var søn af møller Christian Petersen der gennem sit lange liv havde haft flere møller på Sjælland bl.a. Ellede mølle ved Kalundborg og Torkildstrup mølle ved Roskilde. Han var i nogle år købmand i Bjergsted og opførte Højbjerg mølle ved Svebølle. I hans sidste aktive år var han møller på Rangle mølle ved Jyderup, hvor han var til sit 78.år. Christian Petersen blev 90 år gammel. Da Viggo Petersen overtog Vented Mølle var det kun tilbygningen, hvor der var placeret en dieselmotor der fungerede. Vindmøllen blev ikke brugt, da der var en defekt på den aksel der bærer vingerne. Viggo Petersen kontaktede møllebygger Karl Hansen der fik bragt dette i orden og vindmøllen blev igen taget i brug.
Viggo Petersen købte møllen af bager Hansen Knabstrup som havde overtaget den på tvangsaktion efter enkefru Bang Jensen prisen var dengang kr. 12.000,00
Viggo Petersen drev Vented mølle på traditionel vis med forarbejdning af korn til landbruget.
I 1940 var en kraftig storm skyld i, at vingerne blæste af vindmøllen og da det var dårlige økonomiske tider valgte Viggo Petersen at lade møllen rive ned og sælge bygningsmaterialerne.
Vented Mølle blev derefter drevet fra bygningen der lå ved siden af vindmøllen hvor der var etableret en møllekværn og en valse, samt diverse sigte m.v. Som trækkraft blev anvendt en dieselmotor.
Senere formentlig i slutningen af 1940érne blev der indlagt elektricitet og dieselmotoren udskiftet med en el-motor.
Viggo Petersen drev møllen indtil 1958 hvor det ikke længere var rentabelt at drive mølleri, da de største gårde allerede på dette tidspunkt havde fået etableret kværne.
I de sidste år som møller var Viggo Petersen dog også landmændene behjælpelig når gårdens kværne skulle bildes, det vil sige "hugge strålerne skarpe"
Viggo Petersen døde i 1966, 73 år gammel.